# Slamflugor (Eristalis)
Slamflugor (Eristalis) är ett släkte i familjen blomflugor. Även släktet Eristalinus har det svenska namnet slamflugor.

## Kännetecken
Slamflugorna i detta släkte är kraftigt byggda och mellan 8 och 16 millimeter långa. Många arter liknar honungsbi eller humlor. Grundfärgen är oftast svart med gulbruna inslag. Vissa arter har vingfläckar medan andra arter saknar dessa. Benen är oftast mörka och med varierande gula inslag som kan vara viktiga för artbestämningen. Vissa arter i släktet är lätta att identifiera i fält medan andra kräver mikroskopstudier av genitalierna för att säkert kunna identifieras.

## Levnadssätt
Slamflugorna trivs bäst i närheten av våtmarker, stränder och andra fuktiga områden. Larverna lever i små vattenpölar, gödselvatten och liknande där den filtrerar vattnet på multnande växtdelar och mikroorganismer. De har ett långt svansliknande andningsrör på upp till 10 centimeter. De kallas därför ofta för råttsvanslarver. De vuxna flugorna, både hanar och honor, kan ses när de besöker blommor. Hanen hävdar revir i områden med mycket blommor.

## Utbredning
Det finns 91 kända arter av slamflugor av detta släkte i världen varav 38 har palearktisk utbredning. I Europa finns 20 arter varav 18 finns i Norden. Flera av arterna är mycket vanliga.

## Systematik
Det finns 250 namn beskrivna i litteraturen, men många av dessa har visat sig vara färgvariationer av samma art. Man räknar således endast med 91 arter i världen.

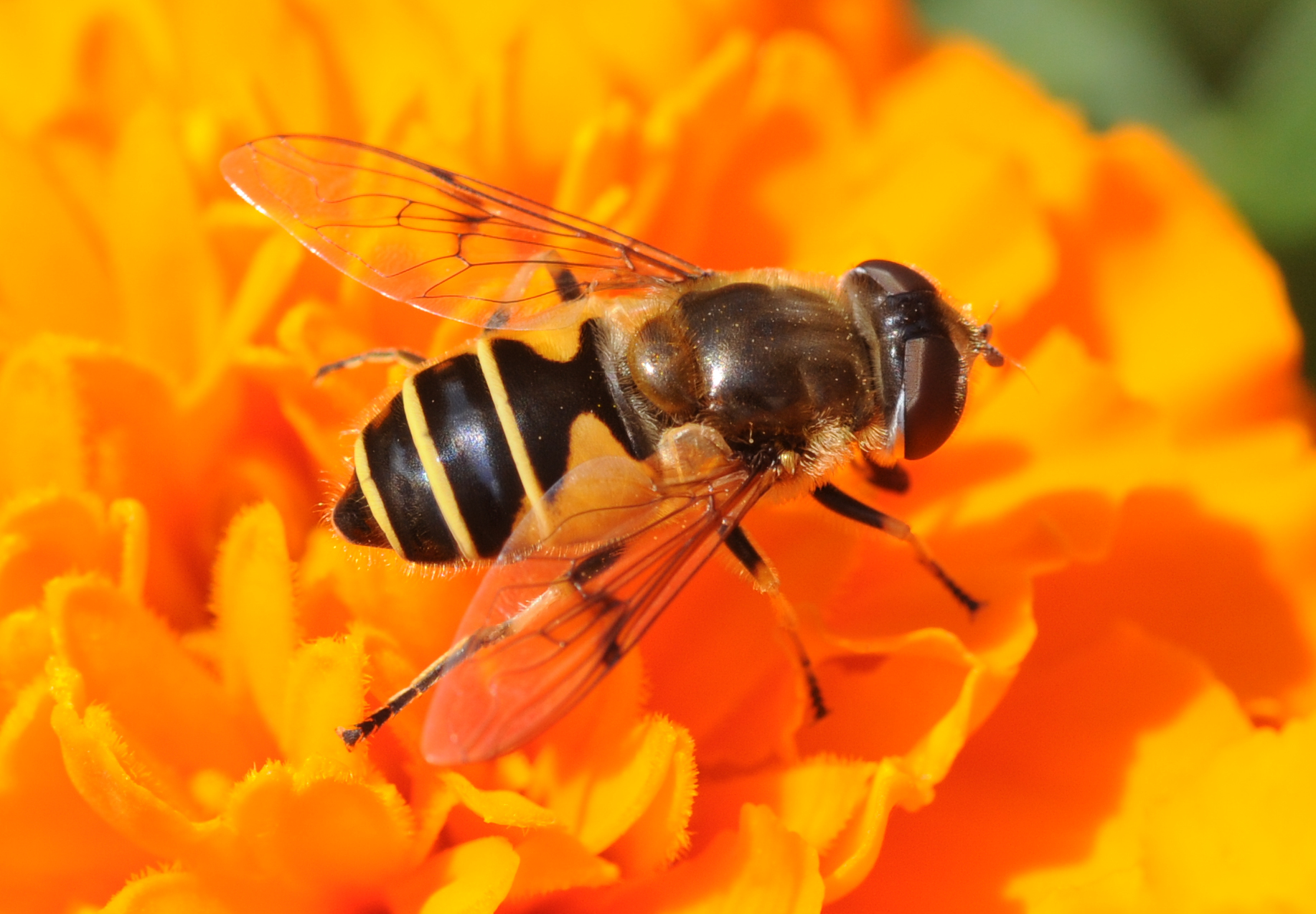
Lillslamfluga (E. arbustorum)

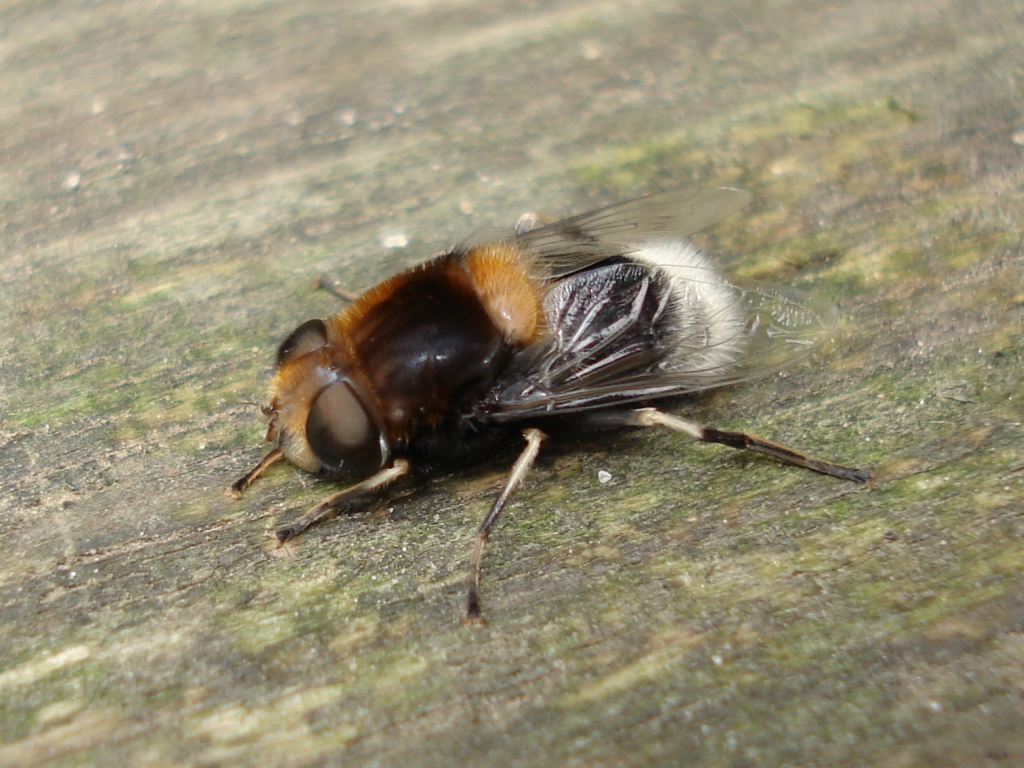
Mörk slamfluga (E. intricaria)

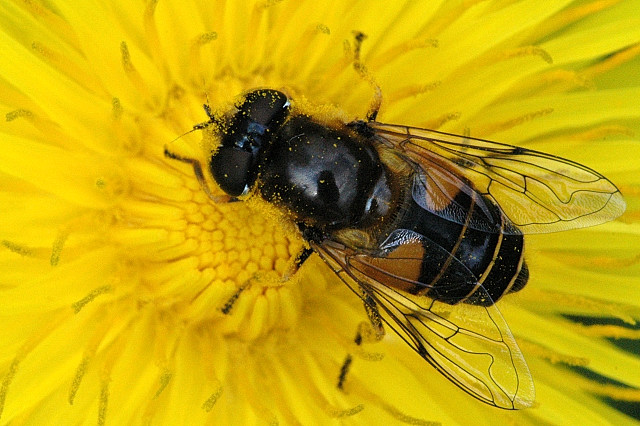
Hagslamfluga (E. horticola)

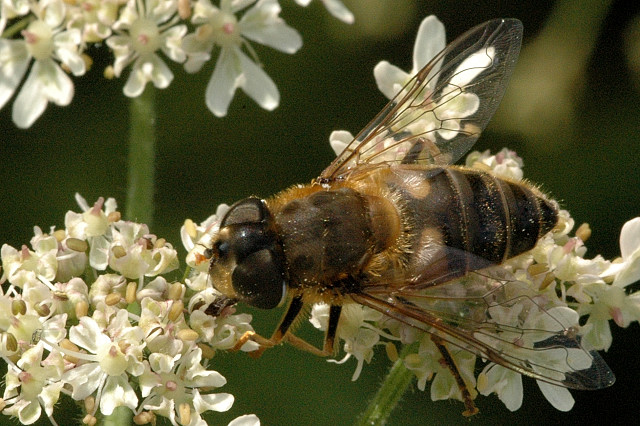
Gulfotad slamfluga (E. pertinax)

### Arter iNorden
Samtliga kända arter i Norden räknas till undersläktet Eoseristalis, förutom storslamflugan som tillhör undersläktet Eristalis. 
- Kustslamfluga E. abusiva Collin, 1931
- Alpslamfluga E. alpina (Panzer, 1798)
- Strandslamfluga E. anthophorina (Fallén, 1817)
- Lillslamfluga E. arbustorum (Linné 1758)
- Myrslamfluga E. cryptarum (Fabricius, 1794)
- Skäggslamfluga E. fraterculus (Zetterstedt, 1838)
- Polarslamfluga E. gomonojunovae Violovitsh, 1977
- Fjällslamfluga E. hirta Loew, 1866
- Hagslamfluga E. horticola (De Geer, 1776)
- Mörk slamfluga E. intricaria (Linné 1758)
- Fältslamfluga E. nemorum (Linné, 1758)
- Praktslamfluga E. oestracea (Linné 1758)
- Gulfotad slamfluga E. pertinax (Scopoli, 1763)
- Vårslamfluga E. picea (Fallén, 1817)
- Sommarslamfluga E. pseudorupium Kanervo, 1938
- Blank slamfluga E. rupium Fabricius, 1805
- Vandrarslamfluga E. similis (Fallén, 1817)
- Storslamfluga E. tenax (Linné 1758)

## Etymologi
Namnet Eristalis har oklart ursprung. Det kan möjligen härledas från det grekiska ordet 'eristes' som betyder "bråkstake", vilket skulle kunna syfta på att hanen hävdar revir och attackerar de som kommer för nära.

## Dottertaxa till slamflugor, i alfabetisk ordning[2][3]
- Eristalis abusiva
- Eristalis acutifacies
- Eristalis albibasis
- Eristalis alleni
- Eristalis alpina
- Eristalis angustimarginalis
- Eristalis anthophorina
- Eristalis apis
- Eristalis araschanica
- Eristalis arbustorum
- Eristalis argentata
- Eristalis basilaris
- Eristalis bellardii
- Eristalis bicornuta
- Eristalis bogotensis
- Eristalis brevifacies
- Eristalis brousii
- Eristalis calida
- Eristalis cerealis
- Eristalis cerealoides
- Eristalis chipsanii
- Eristalis cingulata
- Eristalis circe
- Eristalis convexifacies
- Eristalis corymbus
- Eristalis crassipes
- Eristalis croceimaculata
- Eristalis cryptarum
- Eristalis curvipes
- Eristalis deserta
- Eristalis dimidiata
- Eristalis dubia
- Eristalis fenestrata
- Eristalis flatiparamerus
- Eristalis flava
- Eristalis flavipes
- Eristalis fraterculus
- Eristalis fumigata
- Eristalis gatesi
- Eristalis gladiparamerus
- Eristalis gomojunovae
- Eristalis grisescens
- Eristalis himalayensis
- Eristalis hirta
- Eristalis horticola
- Eristalis hyaloptera
- Eristalis immaculatis
- Eristalis intricaria
- Eristalis intricarioides
- Eristalis japonica
- Eristalis javana
- Eristalis jugorum
- Eristalis kyokoae
- Eristalis lunata
- Eristalis marfax
- Eristalis marginata
- Eristalis meijerei
- Eristalis mohensis
- Eristalis murorum
- Eristalis nemorum
- Eristalis nigriceps
- Eristalis notata
- Eristalis obscura
- Eristalis oestracea
- Eristalis pacifica
- Eristalis pallidibasis
- Eristalis parens
- Eristalis persa
- Eristalis pertinax
- Eristalis picea
- Eristalis pigaliza
- Eristalis plumipes
- Eristalis proserpina
- Eristalis rabida
- Eristalis rossica
- Eristalis rubix
- Eristalis rupium
- Eristalis sacki
- Eristalis saltuum
- Eristalis saphirina
- Eristalis saxorum
- Eristalis senilis
- Eristalis similis
- Eristalis simplicipes
- Eristalis stackelbergi
- Eristalis stipator
- Eristalis suturalis
- Eristalis tammensis
- Eristalis tecta
- Eristalis tenax
- Eristalis tibetica
- Eristalis tomentosa
- Eristalis transcaucasica
- Eristalis transversa
- Eristalis trichopus
- Eristalis tricolor
- Eristalis tundrarum
- Eristalis violacea
- Eristalis vitripennis
- Eristalis zhengi